# Ectropothecium penzigianum
Ectropothecium penzigianum är en bladmossart som beskrevs av Fleischer 1905. Ectropothecium penzigianum ingår i släktet Ectropothecium och familjen Hypnaceae. Inga underarter finns listade i Catalogue of Life.